# یواس‌اس دایملر (اس‌پی-۱۷۰)
یواس‌اس دایملر (اس‌پی-۱۷۰) (به انگلیسی: USS Sovereign (SP-170)) یک کشتی بود که طول آن ۱۶۶ فوت (۵۱ متر) بود. این کشتی در سال ۱۹۱۱ ساخته شد.